# Sant Sebastià de Serinyà
Sant Sebastià de Serinyà és una església de Serinyà (Pla de l'Estany) inclosa a l'Inventari del Patrimoni Arquitectònic de Catalunya.

## Descripció
Petita capella d'una sola nau amb volta apuntada, amb capelles laterals, i petit campanar de maó d'un sol ull. Davant de la façana té un porticat afegit en la façana oest, que dona sobre el carrer Sant Sebastià. El porticat, amb coberta de volta escarsera, té una planta superior, i al seu interior dues obertures simètriques d'arc semicircular i una rosassa en la part superior.

## Història
L'origen de la capella data probablement dels segles XVII-XVIII. Reformada al segle xix. A la llinda de l'entrada hi ha gravat la llegenda "ENGRANDIT 1874",i la mateixa data també al pany.